# Løgsted Sogn
Løgsted Sogn er et sogn i Vesthimmerlands Provsti (Viborg Stift).
I 1800-tallet var Løgsted Sogn og Kornum Sogn i samme pastorat. Begge sogne hørte til Slet Herred i Aalborg Amt.
Løgstør Sogn blev i 1851 udskilt fra Løgsted Sogn og kom under købstaden, da Løgstør blev købstad i 1900, men det forblev i samme pastorat.
Kornum-Løgsted sognekommune blev ved kommunalreformen i 1970 indlemmet i Løgstør Kommune, der ved strukturreformen i 2007 indgik i Vesthimmerlands Kommune. 
I Løgsted Sogn findes Løgsted Kirke.
I sognet findes følgende autoriserede stednavne:
- Løgsted (bebyggelse, ejerlav)
- Løgsted Skalle (bebyggelse)
- Melhøj (areal)
- Mjallerup (bebyggelse, ejerlav)
- Ravnstrup (bebyggelse, ejerlav)
- Røgilhuse (bebyggelse)
- Vester Ørbæk (bebyggelse, ejerlav)
- Vormstrup (bebyggelse, ejerlav)